# Сабо, Гергей-Андраш-Дьюла
Гергей-Андраш-Дьюла Сабо (род. 13 апреля 1983, Бухарест) — румынский шахматист, гроссмейстер (2010).
В составе сборной Румынии участник 2-х командных чемпионатов Европы (2009—2011).

## Изменения рейтинга
| Графики недоступны из-за технических проблем. См. информацию на Фабрикаторе и на mediawiki.org. |